# Острув (Любартівський повіт)
Острув (пол. Ostrów) — село в Польщі, у гміні Міхів Любартівського повіту Люблінського воєводства.
Населення — 93 особи (2011).
У 1975-1998 роках село належало до Люблінського воєводства.

## Демографія
Демографічна структура станом на 31 березня 2011 року:
|          | Загалом | Допрацездатний вік | Працездатний вік | Постпрацездатний вік |
| -------- | ------- | ------------------ | ---------------- | -------------------- |
| Чоловіки | 53      | 5                  | 33               | 15                   |
| Жінки    | 40      | 6                  | 15               | 19                   |
| Разом    | 93      | 11                 | 48               | 34                   |